# Tokyo Indoor 1980
Il Tokyo Indoor 1980 è stato un torneo di tennis giocato sintetico indoor. È stata la 3ª edizione del Tokyo Indoor, che fa parte del Volvo Grand Prix 1980. Si è giocato a Tokyo in Giappone dal 27 ottobre al 2 novembre 1980.

## Campioni

### Singolare maschile
Jimmy Connors ha battuto in finale  Tom Gullikson con il punteggio di 6–1, 6–2

### Doppio maschile
Victor Amaya /  Hank Pfister hanno battuto in finale  Marty Riessen /  Sherwood Stewart con il punteggio di 6–3, 3–6, 7–6